# Referendo sobre a independência da Catalunha em 2017
O referendo de independência da Catalunha de 2017 (oficialmente em catalão:  Referèndum d'Autodeterminació de Catalunya; conhecido como 1-O) foi convocado pelo Governo Regional da Catalunha (Generalidade da Catalunha) para o dia 1 de outubro de 2017. Os eleitores catalães deviam tomar posição sobre a pergunta "Quer que a Catalunha seja um estado independente em forma de república?".
O Governo da Espanha se opõe a qualquer referendo sobre o separatismo catalão porque a Constituição espanhola de 1978 não permite uma votação sobre a independência de qualquer região espanhola, ao mesmo tempo que julga ilegal qualquer votação sem o seu consentimento. Esta interpretação também é favorecida pelo Conselho de Garantias Estatutárias da Catalunha. No entanto, o governo catalão invoca o direito à autodeterminação para convocar o referendo.
Após uma ação de inconstitucionalidade movida pelo governo espanhol, o Tribunal Constitucional de Espanha anulou a resolução emanada pelo Parlamento da Catalunha para realizar tal votação. Contudo, o Governo da Catalunha sustentou que a votação continuaria a ser realizada em 1 de outubro.
O governo catalão tentou frustrar ações legais em nome do governo espanhol, apressando uma lei do referendo por meio de seu próprio parlamento, por maioria simples, em setembro, declarando que seria então uma legalidade "somente catalã". A vice-primeira-ministra da Espanha, Soraya Sáenz de Santamaría, notificou antecipadamente o governo catalão que o Estado espanhol derrubaria a lei do referendo logo após a aprovação.

## Referendo
O Governo Central da Espanha não aceitou a realização do referendo, e tentou impedir pela força a sua plena implementação através de várias medidas: envio de contingentes da Polícia Nacional e da Guarda Civil para a Catalunha, encerramento de assembleias de voto, confisco de boletins e urnas de voto, ameaça de multar os funcionários do plebiscito, impedimento dos eleitores entrarem em locais de votação, bloqueio de páginas da internet de apoio a referendo, ocupação do centro de telecomunicações e tecnologia da informação do governo catalão, impedindo o sufrágio a distância e a contagem dos votos do plebiscito, e recurso a cargas policiais e uso de gases lacrimógenos, causando centenas de feridos.

### Resultado
| 92,01% | 7,99% | 2,03%  |
| Sim    | Não   | Branco |

| Opção                           | Votos     | %     |
| ------------------------------- | --------- | ----- |
| Sim                             | 2 044 038 | 92,01 |
| Não                             | 177 547   | 7,99  |
| Votos em branco                 | 45 586    | 2,03  |
| Votos válidos                   | 2 221 585 | 97,17 |
| Votos inválidos                 | 64 632    | 2,83  |
| Votos totais                    | 2 286 217 | 100   |
| Eleitores registrados           | 5 313 564 | 43,03 |
| Fonte: Generalitat of Catalonia |           |       |

Seguindo o resultado, na terça-feira do dia 10 de outubro de 2017 Carles Puigdemont declarou a independência catalã de forma unilateral, mas pediu, no entanto, que o efeito da declaração de independência seja suspenso durante algumas semanas para que se abra um diálogo.